# 남부작은물쥐
남부작은물쥐 또는 남부홈이있는이빨이끼쥐(Microhydromys argenteus)는 쥐과에 속하는 설치류의 일종이다. 파푸아뉴기니 남부 지역에서 발견된다. 북부작은물쥐와 비교하여 남부작은물쥐는 회색과 갈색 털로 가장 쉽게 구별할 수 있다.